# Законодавчий акт ЄС про критичну сировину
З 2011 року Європейська Комісія кожні три роки оцінює перелік критичної сировини (Critical Raw Materials, CRMs), при цьому у 2011 році було ідентифіковано 14 CRMs, у 2014 році — 20, у 2017 році — 27, у 2020 році — 30 та у 2023 році — 34. Ці матеріали в основному використовуються в енергетичному переході та цифрових технологіях. Згодом, у березні 2023 року, президент Комісії Урсула фон дер Ляєн запропонувала Акт про критичну сировину (Critical Raw Materials Act), «щодо регламенту Європейського Парламенту та Європейської Ради, який встановлює рамки для забезпечення безпечного та сталого постачання критично важливої мінеральної сировини». На той час Європа залежала від Китаю на 98 % своїх потреб у рідкісноземельних елементах, на 97 % у поставках літію та на 93 % — у поставках магнію.

## Визначення
Згідно з Міжурядовим форумом з гірничої справи, корисних копалин, металів та сталого розвитку (Intergovernmental Forum on Mining, Minerals, Metals and Sustainable Development, IGF), термін «критичність» не має узгодженого визначення, змінюється з часом та є специфічною для кожної країни та контексту. Одна академічна група визначила критично важливі матеріали як «сировину, для якої немає життєздатних замінників за допомогою сучасних технологій, від імпорту якої залежить більшість країн-споживачів, і постачання якої переважно здійснюється одним або кількома виробниками».

## Європейська стратегія до 2023 року
Згідно з даними Організації Об'єднаних Націй від 2011 року, оскільки попит на рідкісні метали швидко перевищить споживаний тоннаж у 2013 році, це є нагальним, і пріоритет має бути наданий переробці рідкісних металів зі світовим виробництвом менше 100 000 т/рік, з метою збереження природних ресурсів та енергії. Однак цього заходу буде недостатньо. Плановане застарівання виробів, що містять ці метали, має бути обмежене, а всі елементи всередині комп'ютерів, мобільних телефонів або інших електронних предметів, що знаходяться в електронних відходах, повинні бути перероблені. Це передбачає пошук екологічно чистих альтернатив та зміни в поведінці споживачів на користь селективного сортування, спрямованого на майже повну переробку цих металів.
Тільки в Європі у 2012 році було вироблено близько 12 мільйонів тонн металевих відходів, і ця кількість мала тенденцію до зростання більш ніж на 4 % на рік (швидше, ніж утворення побутових відходів). Однак, менше 20 металів з 60, досліджених експертами UNEP, були перероблені, що становить понад 50 % у світі. 34 сполуки було перероблено, що становить менше 1 % від загальної кількості викинутих як сміття.
За даними UNEP, навіть без нових технологій цей показник можна значно збільшити. Також необхідно розвивати енергоефективність методів виробництва та переробки.
Інформація про місцезнаходження родовищ рідкісних металів обмежена. У 2013 році Міністерство енергетики США створило Інститут критичних матеріалів (Critical Materials Institute), метою якого було зосередитися на пошуку та комерціалізації способів зменшення залежності від критично важливих матеріалів, необхідних для конкурентоспроможності Америки в технологіях чистої енергії.
3 вересня 2020 року Європейська Комісія представила свою стратегію щодо посилення та кращого контролю поставок приблизно тридцяти матеріалів, які вважаються критично важливими, зокрема рідкісноземельних елементів. Список включає, наприклад:
- графіт, літій та кобальт, що використовуються у виробництві електричних акумуляторів;
- кремній, важливий компонент сонячних панелей;
- рідкісноземельні елементи, що використовуються для магнітів,
- провідні тонкошарові матеріали та електронні компоненти.

Там, де європейських ресурсів недостатньо, Комісія обіцяє зміцнити довгострокові партнерські відносини, зокрема з Канадою, Африкою та Австралією.

## Проблеми
Існує багато питань щодо цих ресурсів, і вони стосуються великої кількості людей та видів людської діяльності. Можна виділити:
- Економічні: ціна на метали зростає, коли збільшується їхня дефіцитність або недоступність, а не лише відповідно до попиту на них. Як частина управління енергетичним переходом, циркулярна економіка заохочує громадян переробляти ці ресурси, а також зберігати їх та/або замінювати альтернативами, коли це можливо.
- Геостратегічні: ці рідкісні продукти необхідні для комп'ютерного та іншого комунікаційного обладнання та самі по собі можуть бути предметом збройного конфлікту або просто забезпечити джерело фінансування збройного конфлікту. Як колтан, так і «криваві алмази» були прикладами прокляття ресурсів, яке вражає деякі частини Африки.
- Соціальний сектор: зростання глобалізації та мобільності людей означає, що телекомунікації та соціальні мережі дедалі більше залежать від доступності цих ресурсів.
- Здоров'я: кілька критично важливих металів або мінералів є токсичними або репротоксичними. Парадоксально, але деякі цитотоксини використовуються в терапії раку (а потім також неналежним чином утилізуються, хоча це справді небезпечно для навколишнього середовища; середня вартість лікування раку легенів коливається від 20 000 до 27 000 євро[15][16][17]). Таким чином, токсична та канцерогенна платина також широко використовується в хіміотерапії раку у формі карбоплатину та цисплатину, обидва цитотоксини в поєднанні з іншими молекулами, включаючи, наприклад, гемцитабін (GEM), вінорельбін (VIN), доцетаксел (DOC) та паклітаксел (PAC).
- Енергія: виробництво цих металів та їхніх сполук вимагає значної та зростаючої кількості енергії, і коли вони стають рідкіснішими, необхідно шукати їх глибше, а далі видобутий мінерал іноді менш концентрований, ніж було раніше. У 2012 році від 7 до 8 % усієї енергії, що використовується у світі, витрачалося на видобування цих корисних копалин.[8] Магніти в електродвигунах, вітрових та гідравлічних турбінах, а також деякі компоненти сонячних панелей також потребують багатьох із цих самих мінералів або рідкісних металів.[18][19][20]

## Законодавчий акт
Запит на надання доказів, що передував прийняттю цього Законодавчого акту, був зроблений восени 2022 року. Закон «визначає перелік стратегічної сировини, яка має вирішальне значення для технологій, важливих для зелених та цифрових амбіцій Європи, а також для оборонного та космічного застосування, але водночас є об'єктом потенційних ризиків постачання в майбутньому». До 2030 року одна країна, що не є членом ЄС, повинна виробляти не більше 65 % річного споживання кожної стратегічної сировини в ЄС. Встановлено чіткі орієнтири для внутрішніх потужностей ЄС, які до 2030 року мають становити:
- видобувати щонайменше 10 % річного споживання ЄС;
- переробляти щонайменше 40 % річного споживання ЄС;
- переробляти щонайменше 25 % річного споживання ЄС.[22]

Закон «зменшить адміністративне навантаження та спростить процедури видачі дозволів для проєктів з критично важливої сировини в ЄС. Крім того, окремі стратегічні проєкти отримають підтримку в доступі до фінансування та скоротять терміни видачі дозволів (24 місяці для дозволів на видобуток та 12 місяців для дозволів на збагачення та переробку). Держави-члени також повинні будуть розробити національні програми розвідки геологічних ресурсів».
У документі визнається, що ЄС "ніколи не буде самодостатнім у постачанні такої сировини та продовжуватиме покладатися на імпорт для більшої частини свого споживання. Тому міжнародна торгівля є важливою для підтримки світового виробництва та забезпечення диверсифікації поставок. ЄС необхідно буде посилити свою глобальну взаємодію з надійними партнерами для розвитку та диверсифікації інвестицій, сприяння стабільності в міжнародній торгівлі та зміцнення правової визначеності для інвесторів. Зокрема, ЄС прагнутиме взаємовигідних партнерських відносин з ринками, що розвиваються, та країнами, що розвиваються, зокрема в рамках своєї стратегії «Global Gateway».

## Європейські переліки критичної мінеральної сировини

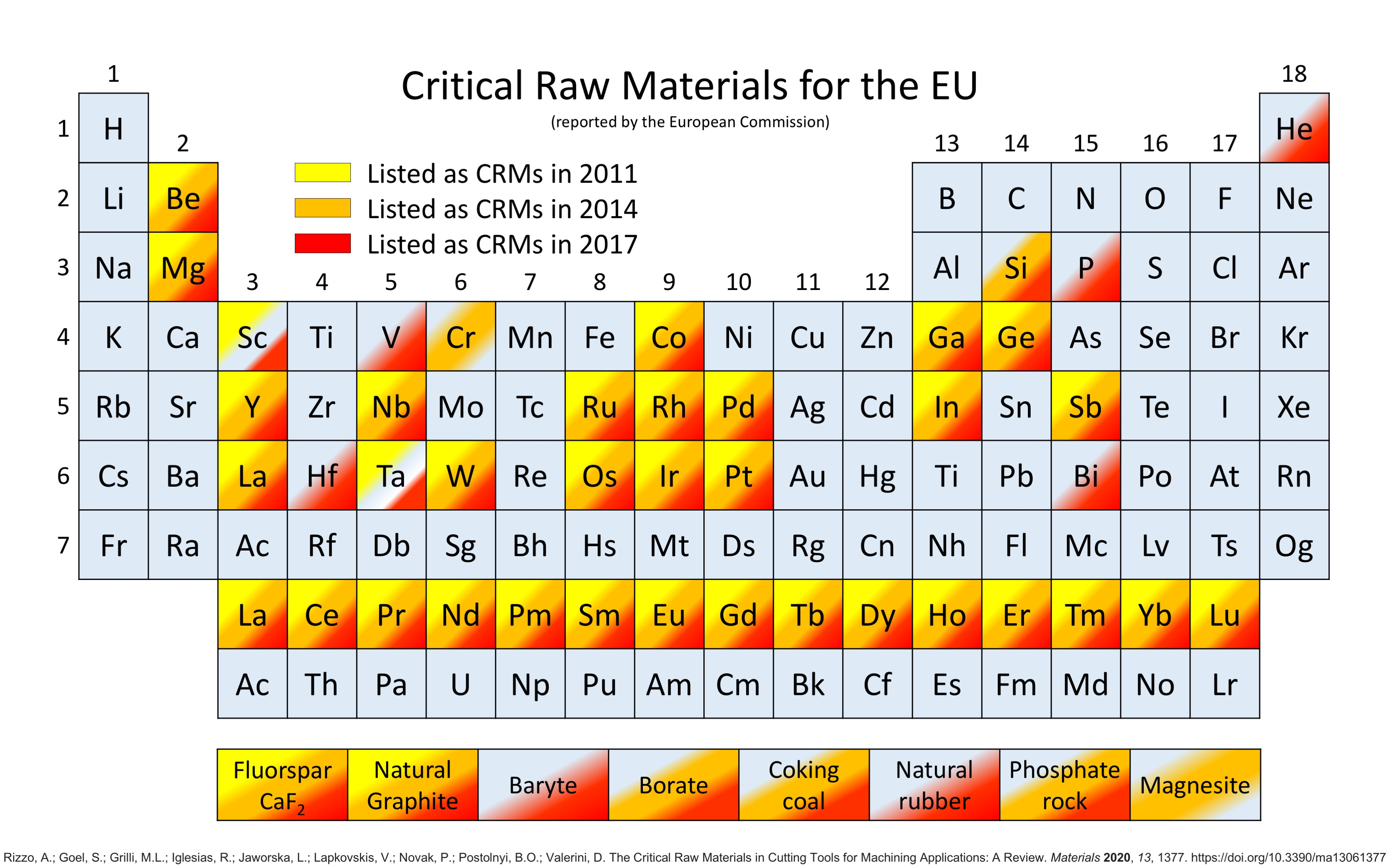
На рисунку наведено короткий виклад переліків критично важливих видів сировини, про які повідомляла Європейська Комісія у 2011, 2014 та 2017 роках.

Усі критично важливі сировинні матеріали графічно представлені в періодичній таблиці елементів, опублікованій в оглядовій статті 2020 року «Критично важливі сировинні матеріали для різальних інструментів для механічної обробки: огляд». Список було оновлено у березні 2023 року.
Вони також показані в таблиці нижче.
| 2011                            | 2014             | 2017             | 2020             | 2023             |
| ------------------------------- | ---------------- | ---------------- | ---------------- | ---------------- |
| .                               | .                | .                | .                | Алюміній         |
| Стибій                          | Стибій           | Стибій           | Стибій           | Стибій           |
| .                               | .                | .                | .                | Арсен            |
| .                               | .                | .                | Боксити          | Боксити          |
| .                               | .                | Барит            | Барит            | Барит            |
| Берилій                         | Берилій          | Берилій          | Берилій          | Берилій          |
| .                               | .                | Бісмут           | Бісмут           | Бісмут           |
| .                               | Борати           | Борати           | Борати           | Борати           |
| .                               | .                | .                | .                | Бор              |
| .                               | Хром             | .                | .                | .                |
| Кобальт                         | Кобальт          | Кобальт          | Кобальт          | Кобальт          |
| .                               | .                | .                | .                | Мідь             |
| .                               | Коксівне вугілля | Коксівне вугілля | Коксівне вугілля | Коксівне вугілля |
| .                               | .                | .                | .                | Польові шпати    |
| Флюорит                         | Флюорит          | Флюорит          | Флюорит          | Флюорит          |
| Галій                           | Галій            | Галій            | Галій            | Галій            |
| Германій                        | Германій         | Германій         | Германій         | Германій         |
| Графіт                          | Графіт           | Графіт           | Графіт           | Графіт           |
| .                               | .                | Гафній           | Гафній           | Гафній           |
| .                               | .                | Гелій            | .                | Гелій            |
| Індій                           | Індій            | Індій            | Індій            | Індій            |
| .                               | .                | .                | Літій            | Літій            |
| .                               | Магнезит         | .                | .                | .                |
| Магній                          | Магній           | Магній           | Магній           | Магній           |
| .                               | .                | .                | .                | Манган           |
| .                               | .                | Природний каучук | Природний каучук | .                |
| .                               | .                | .                | .                | Нікель           |
| Ніобій                          | Ніобій           | Ніобій           | Ніобій           | Ніобій           |
| Платиноїди                      | Платиноїди       | Платиноїди       | Платиноїди       | Платиноїди       |
| .                               | Фосфорити        | Фосфорити        | Фосфорити        | Фосфорити        |
| .                               | .                | Фосфор           | Фосфор           | Фосфор           |
| Скандій                         | .                | Скандій          | Скандій          | Скандій          |
| .                               | Кремній          | Кремній          | Кремній          | Кремній          |
| .                               | .                | .                | Стронцій         | Стронцій         |
| Тантал                          | .                | Тантал           | Тантал           | Тантал           |
| .                               | .                | .                | Титан            | Титан            |
| Рідкісноземельні елементи (РЗЕ) | Легкі РЗЕ        | Легкі РЗЕ        | Легкі РЗЕ        | Легкі РЗЕ        |
| Рідкісноземельні елементи (РЗЕ) | Важкі РЗЕ        | Важкі РЗЕ        | Важкі РЗЕ        | Важкі РЗЕ        |
| Вольфрам                        | Вольфрам         | Вольфрам         | Вольфрам         | Вольфрам         |
| .                               | .                | Ванадій          | Ванадій          | Ванадій          |